# Skovshoved IF
El Skovshoved IF es un equipo de fútbol de Dinamarca que juega en la Segunda División de Dinamarca, la tercera categoría de fútbol del país.

## Historia
Fue fundado el 9 de junio de 1909 en el suburbio de Klampenborg en la capital Copenhague como un club multideportivo en el cual su sección de bádminton ha sido campeón nacional en varias ocasiones.
Los mejores años del club han sido las décadas de los años 1920 y años 1950, periodo en el cual fue subcampeón nacional en dos ocasiones y han disputado más de diez temporadas en la primera división nacional.

## Palmarés
- Series de Dinamarca (1): 2016-17
- Provinsmesterskabsturneringen (1): 1926–27
- Zealand Football Championship (5): 1921–22, 1925–26, 1926–27, 1927–28, 1928–29
- Copenhagen Football Championship (4): 1939–40, 1941–42, 1946–47, 1969